# Teodora Kolarova
Pour les articles homonymes, voir Kolarova.
Teodora Kolarova, née en 1981, est une athlète bulgare qui court sur du demi-fond : sa spécialité est le 800m.
Elle concourt parfois sur le 400m.

## Carrière
Kolarova a participé, sur 800m, en 2005 aux Championnats du monde à Helsinki, aux Championnats du monde à Moscou en 2006, sans aller en finale.
Aux Championnats d'Europe à Göteborg, elle termine 6e de la finale du 800m avec un nouveau record personnel puis finit dernière en finale du 4x400m, avec ses compatriotes Nedyalka Nedkova, Mariana Dimitrova et Monika Gachevska. 
En 2007, elle est condamnée à 2 ans de suspension pour dopage. 